# Eagle Grove, Iowa
Eagle Grove là một thành phố thuộc quận Wright, tiểu bang Iowa, Hoa Kỳ. Năm 2010, dân số của thành phố này là 3583 người.

## Dân số
Dân số qua các năm:
- Năm 2000: 3712 người.
- Năm 2010: 3583 người.